# Lukî, Lubnî
Lukî (în ucraineană Луки) este un sat în comuna Mhar din raionul Lubnî, regiunea Poltava, Ucraina.

## Demografie
Componența lingvistică a localității Lukî
     Ucraineană (95,8%)
     Rusă (3,82%)
     Alte limbi (0,38%)
Conform recensământului din 2001, majoritatea populației localității Lukî era vorbitoare de ucraineană (95,8%), existând în minoritate și vorbitori de rusă (3,82%).